# Schlernhaus
Das Schlernhaus, italienisch Rifugio Bolzano oder Rifugio Bolzano al Monte Pez, ist eine Schutzhütte der Sektion Bozen des Club Alpino Italiano. Es befindet sich auf dem Hochplateau des Schlern in Südtirol auf 2457 m s.l.m.

## Lage und Umgebung
Das Schlernhaus liegt etwa 500 Meter südlich des Petz (italienisch Monte Pez, 2536 m), des höchsten Punktes des Schlernplateaus, der von der Hütte in nur etwa 20 Minuten erreicht werden kann. Aufgrund dieser Lage ist die Hütte im Gegensatz zu den meisten alpinen Schutzhäusern weniger als Stützpunkt für Gipfelbesteigungen denn als eigenständiges Tourenziel von Bedeutung.
Das Gebiet ist Bestandteil des Naturparks Schlern-Rosengarten.

## Geschichte

Die erste Hütte im Jahr 1894

Schon in den 70er-Jahren des 19. Jahrhunderts wurde in der Sektion Bozen des Deutschen und Österreichischen Alpenvereins der Bau eines ersten eigenen Schutzhauses angedacht. Der Ort dieses Baus wurde lange diskutiert, bis schließlich auf Vorschlag Johann Santners das Schlernplateau als Standort ausgewählt wurde. 1881 wurde bereits um Subvention des Alpenvereins angesucht, der Grundeigentümer, die Gemeinde Völs vereitelte jedoch das Unternehmen. Die Gemeinde Kastelruth hingegen stimmte einer Errichtung zu, sodass der Bauplatz auf das Gebiet dieser Gemeinde verlegt wurde. 1883 konnte schließlich mit dem Bau begonnen werden. Am 23. August 1885 wurde die Hütte feierlich eröffnet. Dieses erste Schlernhaus hatte eine Größe von 16,5 Metern auf 7,93 Metern und eine Höhe von 5,5 Metern, eine Küche und zwei Schlafsäle, sowie ein Nebengebäude für Reittiere, Träger und Führer. Insgesamt bot die Hütte 50 Menschen Unterkunft.

Das erweiterte Schlernhaus etwa um 1900

1887 wurde neben der Hütte eine 12 Meter hohe Laterne angebracht. Schon bald stieß das Schutzhaus an seine Kapazitätsgrenzen, sodass bereits 1892 eine Vergrößerung angedacht wurde. Mehrere Jahre wurde über die Frage diskutiert, ob dieser Erweiterungsbau in Holz oder in Stein errichtet werden solle. Schließlich fiel die Entscheidung zugunsten der Steinbauweise. Am 17. Juli 1897 wurde die erweiterte Hütte neu eröffnet. Zu dieser Zeit übernahm die Sektion Bozen die Bewirtschaftung selbst, während der frühere Pächter nahe der Hütte sein eigenes Gasthaus errichtete. Dieses wurde 1903 von der Sektion erworben und dem Schlernhaus als Schlafgebäude angegliedert. Trotz dieser vielfachen Erweiterungen erwies sich das Schlernhaus noch immer als zu klein, sodass es 1908 abermals auf eine Größe von 100 Schlafplätzen vergrößert wurde.
1911 wurde die Hütte mit einem Wasserspeicher, besseren Toiletten, einer Telefonverbindung und einem Löschsystem ausgestattet. Darüber hinaus erwarb die Sektion Bozen Schürfrechte an einem nahegelegenen Braunkohlelager, das sich jedoch als nicht gewinnbringend erwies. In diesem Jahr sind bereits 4000 Besucher dokumentiert.
1914 musste das Schlernhaus infolge des Ersten Weltkriegs geschlossen werden. Nach der Loslösung der Südtiroler Alpenvereinssektionen vom DuÖAV im Jahr 1918 wurde der Alpenverein Bozen gegründet, der die Hütte ab diesem Zeitpunkt verwaltete. Im Oktober 1923 löste das faschistische Italien den Alpenverein auf, 1924 wurde sein gesamtes Eigentum und damit auch die Schlernhäuser entschädigungslos enteignet und dem Club Alpino Italiano (CAI) überantwortet. Nach dem Zweiten Weltkrieg gab es mehrere Versuche, die Schlernhäuser wieder in Besitz des neugegründeten Alpenvereins Südtirol (AVS) zu bringen. Die Verhandlungen zwischen CAI und AVS dauerten mehrere Jahre, wurden 1976 jedoch für gescheitert erklärt. Der AVS erhielt jedoch eine Entschädigung für die Enteignung.
Die Eigentumsverhältnisse der Hütte gelten als politisch sensibles Thema und sorgen bis heute für Spannungen zwischen den Sprachgruppen sowie zwischen AVS und CAI. Sie waren sogar Thema eines nationalistischen Hassliedes, das seit der Übernahme 1924 unter deutschsprachigen Bergsteigern gesungen wurde: Am Schlern ein Schutzhaus steht/Von deutscher Hand erbaut/Da kam die welsche Brut daher/Und hat es uns geklaut.
Ab 2010 verhandelte die Südtiroler Landesregierung mit dem CAI über einen Verkauf oder Tausch des Schlernhauses, das im Gegensatz zu 25 weiteren vom Staat enteigneten Schutzhütten im Jahr 2000 nicht in das Eigentum der Autonomen Provinz Bozen – Südtirol übergegangen war. Dem CAI wurden zwei Schutzhütten (die Schaubachhütte unter dem Ortler und die Regensburger Hütte in Gröden) zum Tausch gegen das Schlernhaus angeboten, doch die Mitgliederversammlung der Sektion Bozen sprach sich im März 2012 gegen den Tausch aus.

## Zustieg
Von Osten ist die Hütte über den Touristensteig von der Seiser Alm oberhalb von Seis am Schlern erreichbar. Benachbarte Hütten sind hier unter anderem die Schlernbödelehütte (1693 m) und die Saltner Hütte (1850 m). Von Südosten führt ein weiterer Weg von der Tierser-Alpl-Hütte (2438 m) zum Schlernhaus. Von St. Zyprian in der Gemeinde Tiers führt ein Steig über den 2070 m hohen Tschafatschsattel (Sella Cavaccio) vorbei am 2235 m hohen Tschafatsch (Monte Giavaccio) von Süden zur Hütte. Von Südwesten ist das Schlernhaus von der auf 1940 m gelegenen Sesselschwaige oberhalb von Völs am Schlern zugänglich, ein weiterer Weg verläuft nördlich davon und führt von Westen zur Hütte.

## Einrichtung und Bewirtschaftung
Die Hütte besteht aus mehreren miteinander verbundenen Gebäuden, weshalb auch die Pluralbezeichnung Schlernhäuser gebräuchlich ist. Betrieben wird die Hütte heute von der Sektion Bozen des Club Alpino Italiano (CAI). Sie wird zumeist von Juni bis Oktober bewirtschaftet. Insgesamt sind 30 Betten plus 90 Lagerplätze vorhanden.

## Karten
- Casa Editrice Tabacco 05 Gröden – Seiseralm – Val Gardena – Alpe di Siusi (1:25.000)
- Casa Editrice Tabacco 029 Schlern – Rosengarten – Sciliar – Catinaccio – Latemar (1:25.000)[11]